# Arashi
Arashi (嵐, Arashi, en japonès tempesta) és un grup idol masculí japonès de cinc memebres pertanyent a l'agència Johnny & Associates sota el segell discogràfic J-Storm. El seu debut es va produir el 1999 i en els seus anys de carrera han aconseguit grans èxits, amb gran èxit al Japó. És també un dels grups de més èxit a la Johnny's, juntament amb SMAP, amb una base de fans molt més àmplia que altres grups de la mateixa agència.

## Membres
Arashi consta de cinc membres:
- Satoshi Ohno (大野 智, Ōno Satoshi; Tòquio, 26 de novembre de 1980; líder del grup[3])
- Sho Sakurai (櫻井 翔, Sakurai Shō; Tòquio, 25 de gener de 1982)
- Masaki Aiba (相葉 雅紀, Aiba Masaki; Chiba, 24 de desembre de 1982)
- Kazunari Ninomiya (二宮 和也, Ninomiya Kazunari; Tòquio, 17 de juny de 1983)
- Jun Matsumoto (松本 潤, Matsumoto Jun; Tòquio, 30 d'agost de 1983)

## Biografia
Tots procedents dels Johnny's Jr., el seu debut es va anunciar el 15 de setembre de 1999 en una conferència de premsa davant les costes de Hawaii. Arashi va ser triat per Johnny Kitagawa amb l'objectiu de "crear una tempesta en tot el món". El seu primer single, "A・RA・SHI", es va convertir en el tema de la 8a Copa del Món de Voleibol el 1999. 80.000 fans es presentaren a l'Hipòdrom Nacional de Yoyogi para veure l'actuació en directe del grup. A partir de març de 25 a 30 d'abril de 2001, el grup es va embarcar en el seu primera gira nacional, Arashi Spring Concert 2001. El març 2002 el grup torna a Hawaii de gira.
El 2006, el seu àlbum Arashic va ser llançat al Japó, Hong Kong, Corea del Sud, Taiwan i Tailàndia. A Corea, l'àlbum va resultar reeixit, 10.000 còpies de l'àlbum el primer dia. El 31 de juliol de 2006, el grup s'embarcà en el seu Jet Storm Tour promovent l'àlbum, per Taiwan i Corea del Sud, el concert de Tailàndia, Thai-J Pop Concert, va ser cancel·lat a causa d'un colp militar. El concert, celebrat el 12 de novembre de 2006, feu d'Arashi el primer grup de Johnny's Entertainment en tindre un concert en solitària en Corea del Sud. A part dels seus concerts, el grup va representar al Japó a l'Asia Song Festival el 2006.
El 21 de febrer de 2007 el grup va llançar el single "Love So Sweet", la cançó tema per a la sèrie de televisió Hana Yori dango 2, que va tenir gran èxit a les llistes Oricon. A l'abril de 2007, el grup realitzà en un dels seus grans concerts: Arashi Around Asia in Dome, que era una continuació de la seva reeixida gira d'Àsia, celebrada el gener de 2007. Se celebrà en la Cúpula Kyocera Domo en Osaka, i en el Tokyo Dome, amb una capacitat total de 100.000 persones, però amb més de 200.000 participants, per la qual cosa es va ampliar l'aforament.
El seu novè àlbum d'estudi, Time publicat al juliol, seguí la cadena de nombres una de les emissions del grup, amb la venda de més de 190.000 còpies en la seua primera setmana. El juliol, l'estrena del drama Yamada Taro Monogatari protagonitzada pels membres Kazunari Ninomiya i Sho Sakurai va portar de tema musical "Happiness", cantat pel grup i també debutà en el primer lloc de singles a l'Oricon.
L'èxit del grup el 2007 va fer que el 2008 el grup realitzés una gira de concerts en els cinc grans estadis a Tòquio, Nagoya, Osaka, Fukuoka i Sapporo. Els altres artistes de Johnny que han realitzat una gira en aquests estadis han estat SMAP i Kinki Kids. El segon anunci va ser l'emissió d'un programa de varietats a la cadena TBS Himitsu no Arashi-chan en horari de màxima audiència. Com una campanya de publicitat per al show, el grup va aparèixer a Tòquio un amic TBS Parc Especial el 31 de març, que es va convertir en la més vista de la no-ficció programa d'horari estel·lar d'aqueixa nit, registrant una audiència de qualificació de 19,7%.
Arashi és el tercer grup de música després de SMAP i Dreams Come True en portar a terme en l'Estadi Nacional de Tòquio el seu primer gran concert a l'aire lliure el 5 de setembre de 2008 com el començament de la segona gira d'Àsia del grup, que va incloure Taipei, Seül i Shanghai; primer concert de Johnny & Associates a la Xina. Des del 2008 els seus singles i àlbums s'han col·locat sempre en les primeres posicions amb altes vendes.
El 2013 Arashi va ser el protagonista d'una campanya turística nacional anomenada Welcome Advertisment Campaign, amb la voluntat del govern d'aconseguir 10 milions de visitants, llançant la campanya als sis aeroports internacionals del Japó. L'elecció del grup va ser per la seva popularitat a nivell internacional, especialment a l'Àsia.

## Discografia

### Singles
| Transcripció                                    | Títol (japonès)                             | Llançament | Posició Oricon |
| ----------------------------------------------- | ------------------------------------------- | ---------- | -------------- |
| A·RA·SHI                                        |                                             | 31.11.1999 | 1a             |
| SUNRISE Nippon / HORIZON                        | SUNRISE日本 / HORIZON                       | 05.04.2000 | 1a             |
| Typhoon Generation                              | 台風ジェネレーション                        | 12.07.2000 | 3a             |
| Kansha Kangeki Ame Arashi                       | 感謝カンゲキ雨嵐                            | 08.11.2000 | 2a             |
| Kimi no Tame ni Boku ga Iru                     | 君のために僕がいる                          | 18.04.2001 | 1a             |
| Jidai                                           | 時代                                        | 01.08.2001 | 1a             |
| A Day in Our Life                               |                                             | 06.02.2002 | 1a             |
| Nice na Kokoro Iki                              | ナイスな心意気                              | 17.04.2002 | 1a             |
| PIKA☆NCHI                                       |                                             | 17.10.2002 | 1a             |
| Tomadoinagara                                   | とまどいながら                              | 13.02.2003 | 2a             |
| Hadashi no Mirai / Kotoba Yori Taisetsu na Mono | ハダシの未来 / 言葉より大切なもの           | 03.09.2003 | 1a             |
| PIKA★★NCHI DOUBLE                               |                                             | 18.02.2004 | 1a             |
| Hitomi no Naka no Galaxy                        | 瞳の中のGalaxy                              | 18.08.2004 | 1a             |
| Sakura Sake                                     | サクラ咲ケ                                  | 23.03.2005 | 1a             |
| WISH                                            |                                             | 16.11.2005 | 1a             |
| Kitto Daijōbu                                   | きっと大丈夫                                | 17.05.2006 | 1a             |
| Aozora Pedal                                    | アオゾラペデル                              | 02.08.2006 | 1a             |
| Love so sweet                                   |                                             | 21.02.2007 | 1a             |
| We can make it!                                 |                                             | 02.05.2007 | 1a             |
| Happiness                                       |                                             | 05.09.2007 | 1a             |
| Step and Go                                     |                                             | 20.02.2008 | 1a             |
| One Love                                        |                                             | 25.06.2008 | 1a             |
| truth / Kaze no Mukō e                          | truth / 風の向こうへ                        | 20.08.2008 | 1a             |
| Beautiful days                                  |                                             | 05.11.2008 | 1a             |
| Believe / Kumorinochi, Kaisei                   | Believe / 曇りのち、快晴                    | 04.03.2009 | 1a             |
| Ashita no Kioku / Crazy Moon~Kimi·ha·Muteki~    | 明日の記憶 / Crazy Moon～キミ・ハ・ムテキ～ | 27.05.2009 | 1a             |
| Everything                                      |                                             | 01.07.2009 | 1a             |
| My Girl                                         | マイガール                                  | 11.11.2009 | 1a             |
| Troublemaker                                    |                                             | 03.03.2010 | 1a             |
| Monster                                         |                                             | 19.05.2010 | 1a             |
| To be free                                      |                                             | 07.07.2010 | 1a             |
| Love Rainbow                                    |                                             | 08.09.2010 | 1a             |
| Dear Snow                                       |                                             | 06.10.2010 | 1a             |
| Hatenai Sora                                    | 果てない空                                  | 10.11.2010 | 1a             |
| Lotus                                           |                                             | 23.02.2011 | 1a             |
| Meikyū Love Song                                | 迷宮ラブソング                              | 02.11.2011 | 1a             |
| Wild at Heart                                   | ワイルドアットハート                        | 07.03.2012 | 1a             |
| Face Down                                       |                                             | 09.05.2012 | 1a             |
| Your Eyes                                       |                                             | 06.06.2012 | 1a             |
| Calling / Breathless                            |                                             | 06.03.2013 | 1a             |
| Endless Game                                    |                                             | 29.05.2013 | 1a             |
| Bittersweet                                     |                                             | 12.02.2014 | 1a             |
| GUTS!                                           |                                             | 30.04.2014 |                |

### Àlbums
| Transcripció                                   | Títol (japonès)                    | Llançament | Posició Oricon |
| ---------------------------------------------- | ---------------------------------- | ---------- | -------------- |
| ARASHI NO.1 (ICHIGOU) Arashi ha Arashi wo Yobu | ARASHI NO.1 (ICHIGOU) 嵐は嵐を呼ぶ | 24.01.2001 | 1a             |
| Arashi Single Collection 1999-2001             | 嵐 Single Collection 1999-2001     | 16.05.2002 | 4a             |
| HERE WE GO!                                    |                                    | 17.07.2002 | 2a             |
| How's it going?                                |                                    | 09.07.2003 | 2a             |
| Iza, Now                                       | いざッ、Now                        | 21.07.2004 | 1a             |
| 5x5 THE BEST SELECTION OF 2002←2004            |                                    | 10.11.2004 | 1a             |
| One                                            |                                    | 03.08.2005 | 1a             |
| ARASHIC                                        |                                    | 05.07.2006 | 1a             |
| Time                                           |                                    | 11.07.2007 | 1a             |
| Dream "A" live                                 |                                    | 23.04.2008 | 1a             |
| All the BEST! 1999-2009                        |                                    | 19.08.2009 | 1a             |
| Boku no Miteiru Fūkei                          | 僕の見ている風景                   | 04.98.2010 | 1a             |
| Beautiful World                                |                                    | 06.07.2011 | 1a             |
| Popcorn                                        |                                    | 31.10.2012 | 1a             |
| LOVE                                           |                                    | 23.10.2013 | 1a             |